# Ланча Боксер
Ланча Боксер или Ланча Флат-4 е италиански 4-цилиндров двигател, произведен от италианския произовдител Ланча, разположен на 180 градуса.
Двигателят е приложен първо в Ланча Флавия през 1960 година. Двигателят е усъвършенстван и пуснат в производство във версии 2 и 2.5 литра.

## Версии

### 1800
1.8 L 1800 беше въведена в средата на 60-те години 88 и 46 mm 102 к.с. (76 kW) с механично впръскване на горивото Кюгелфишер.

### 2000
Версията от 2.0 L (1991 cc) 2000 е най-добрият двигател на Флавия. Този двигател е произведен от 1968 до 1974 година.